# Ventilador de pressão negativa do tipo couraça
O ventilador de pressão negativa do tipo couraça é um método não invasivo de ventilação no qual o paciente veste um colete ou couraça. Ao contrário dos modelos antigos, atualmente os ventiladores do tipo couraça controlam tanto a inspiração quanto a expiração durante o ciclo respiratório. Esse método é um aperfeiçoamento mais moderno dos "ventiladores de pressão negativa" (por exemplo, o pulmão de aço), que eram capazes de controlar apenas a inspiração, dependendo do recuo passivo do tórax para a expiração. Os ventiladores do tipo couraça foram desenvolvidos por Zamir Hayek, um pioneiro na área da ventilação assistida.
Como a ventilação gerada pelo ventilador do tipo couraça é bifásica, é possível atingir um maior volume corrente, assim como uma maior variação na frequência respiratória (de 6 a 1200 inspirações por minuto). A função bifásica permite um controle sobre a razão I:E, que corresponde à razão entre o tempo disponível para a inspiração (o ar é bombeado para fora da couraça, criando uma pressão negativa ao redor do tórax) e a expiração (o ar é bombeado para dentro da couraça, criando um aumento da pressão sobre o tórax).